# Швертбот

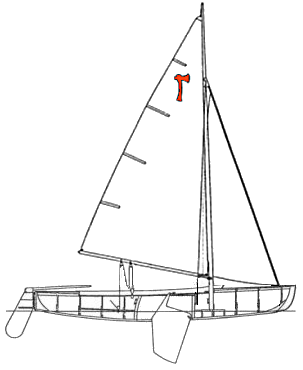
Швертбот класса «Пират»

Швертбо́т (нем. Schwertboot) — тип конструкции парусной яхты, характеризующийся наличием шверта и отсутствием балластного фальшкиля.
Также традиционно не называют «швертботами» многокорпусные суда, хотя по формальным признакам они ими являются.

## Остойчивость швертбота, откренивание
Так как швертбот не имеет балластного фальшкиля, то его остойчивость (способность противостоять опрокидыванию) обеспечивают большей, чем у килевых яхт шириной корпуса (остойчивость формы), внутренним балластом и открениванием. Внутренний балласт используют нечасто, больше как вспомогательную меру, так как без фальшкиля его нельзя расположить достаточно низко. В случаях, когда необходимо совместить малую осадку швертбота и остойчивость килевой яхты используют конструкцию «компромисс» с небольшим фальшкилем, из которого выдвигают шверт.
В большинстве случаев для обеспечения остойчивости швертбота приходится прибегать к открениванию. Откренивание заключается в размещении членов экипажа швертбота на наветренном борту. При перемене галса экипаж пересаживается на другой борт.
Так как швертботы в основном являются лёгкими судами, вес экипажа составляет значительную долю в их водоизмещении, поэтому откренивание является очень эффективной мерой против опрокидывания. В равных погодных условиях правильно открениваемый швертбот может иметь меньший крен, чем килевая яхта бо́льших размеров. Однако к открениванию прибегают в том числе и на крупных спортивных яхтах. Более того, на них, кроме перемещения экипажа, с борта на борт переносят тяжёлые элементы снаряжения.

### Способы откренивания
Можно выделить 3 способа откренивания, различающихся силой противодействия крену. В наиболее простом случае экипаж усаживается на наветренном борту, размещаясь на палубе или на банках (сидениях).
Для большего противодействия крену члены экипажа (иногда за исключением рулевого), сидя на наветренном борту откидываются корпусом за борт, зацепившись ногами за специальные ремни для откренивания.
Наибольшую степень противодействия крену обеспечивает использование летучей трапеции — 1 или 2 членов экипажа полностью вывешиваются за наветренный борт, удерживаясь с помощью специальной подвески за снасть, протянутую к топу мачты.

## Классификация швертботов
По назначению швертботы разделяют на спортивные, прогулочные и туристические.
По конструкции швертботы разделяют на открытые (не имеющие каюты) и крейсерские (с закрытой каютой, оборудованной спальными местами). Как правило, спортивные и прогулочные швертботы — открытые, а туристические — крейсерские. Также швертботы бывают одношвертовые и двухшвертовые. У одношвертовика шверт располагают в диаметральной плоскости судна, а у двухшвертовика оба шверта устанавливают под углом, что предпочтительнее на больших углах крена и позволяет достичь повышенного сопротивления дрейфу.
Для уравнивания шансов в спортивной борьбе, швертботы, участвующие в соревнованиях, подчиняются правилам одного из классов яхт. Правила спортивных классов могут как налагать ограничения на отдельные параметры яхты, например, длину или площадь парусности, так и требовать полного соответствия некоторому проекту. В последнем случае класс называется «классом яхт-монотипов».
Соревнования яхт-монотипов наиболее спортивны, так как в наибольшей степени выявляют мастерство гонщиков. Наиболее известны монотипные классы швертботов Финн, Летучий голландец, 470, 49er, Лазер, на которых проводили соревнования Олимпийских игр.